# 反比例

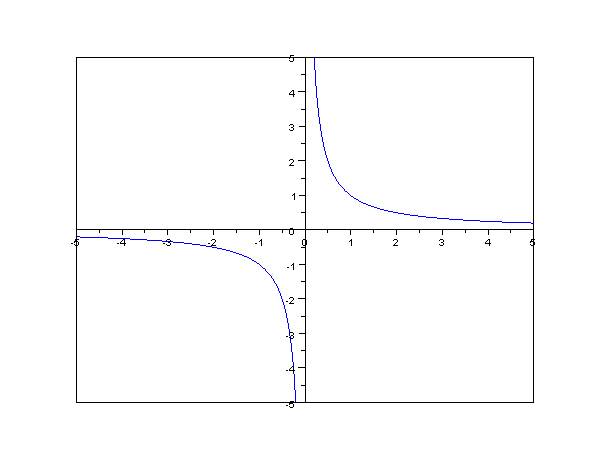
y =1/xのグラフ。yがxに反比例している例。

反比例（はんぴれい、英: inverse proportionality）とは、2つの量があってそれらの一方が他方の逆数に比例していることをいう。量 A, B について A ∝ B−1 が成り立つとき、あるいは同じことだが、定数（比例定数）k を用いて
{\displaystyle A={\frac {k}{B}}}
が成り立つとき、「A は B に反比例する (inversely proportional)」と言う。反比例のことを逆比例（ぎゃくひれい）ともいう。A が B に反比例するとき、A と B を入れ替えても同様のことが成り立つので、「A と B は（互いに）反比例の関係にある」と言うこともある。またこのとき、入れ替えたあとの比例定数は入れ替える前のものと等しい；
{\displaystyle A={\frac {k}{B}}\iff B={\frac {k}{A}}.}
反比例の記号として ∝−1 を用いることがある; A ∝−1 B:= A ∝ B−1 。
本項では数学の用語について主に説明し、それ以外は「その他」にまとめている。

## 性質
- y ∝−1 x であるとき、x と y の積は一定である。
- グラフにすれば、そのグラフは直角双曲線を描く。これは座標軸が漸近線となる分数関数でもある。xとyの積が正の数になると第一象限と第三象限に、負の数になると第二象限と第四象限に表れる。

## 反比例関係の例

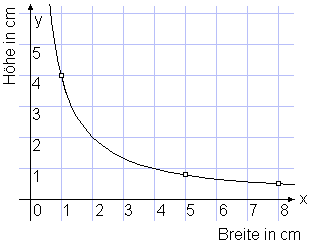
^{2}

- 面積一定の長方形の縦と横の長さは、反比例する。
- 一定の距離を玉などが転がるとき、経過時間と速さは反比例する。
- 回路の消費電力を一定としたとき、電圧と電流は、反比例する。
- 温度が一定であるとき、気体の圧力と体積は、反比例する。（ボイルの法則）
- 一定の質量を持つ物体間に働く重力は、距離の 2 乗に反比例する。（逆2乗の法則）

## その他
- 相関関係を持ち「一方がふえると何ほどか他方が減り、一方が減ると何ほどか他方がふえる事」を指すことを反比例ということがある[1]。（{\displaystyle y=A-Bx} 相当も含まれる誤用的俗用例）